# Hipertrigliceridèmia
La hipertrigliceridèmia denota alt (hiper-) els nivells en sang (-èmia) dels triacilglicerols, la molècula de greix més abundant en la majoria dels organismes. S'ha associat amb l'ateroesclerosi, fins i tot en absència de la hipercolesterolèmia (nivells alts de colesterol). També pot conduir a la pancreatitis en concentracions excessives. Nivells molt alts de triacilglicerols també poden interferir amb les anàlisis de sang, de manera que es pot presentar falsament hiponatrèmia (pseudohiponatremia). Un terme relacionat és "hipergliceridémia", que es refereix a un alt nivell de tots els glicèrids, incloent monoglicèrids, diglicèrids i triacilglicerols.

## Signes i símptomes
La majoria de les persones amb triglicèrids elevats no presenten cap símptoma. Algunes formes d'hipertrigliceridèmia primària poden provocar símptomes específics: tant la quilomicronèmia familiar com la hiperlipidèmia mixta primària inclouen símptomes de la pell (xantoma eruptiu), anomalies oculars (lipèmia retinalis), hepatoesplenomegàlia ( augment del fetge i melsa), i símptomes neurològics. Alguns experimenten atacs de dolor abdominal que poden ser episodis lleus de pancreatitis. Els xantomes eruptius són pàpules de 2–5 mm, sovint amb un anell vermell al seu voltant, que es presenten en grups a la pell del tronc, les natges i les extremitats. La disbetalipoproteinèmia familiar causa xantomes tuberosos més grans; aquests són de color vermell o taronja i es produeixen als colzes i als genolls. També es poden produir xantomes de plec palmar.
El diagnòstic es fa amb anàlisi de sangs, sovint realitzada com a part de la detecció. Un cop diagnosticats, normalment calen altres anàlisis de sang per determinar si el nivell elevat de triglicèrids és causat per altres trastorns subjacents ("hipertrigliceridèmia secundària") o si no existeix aquesta causa subjacent ("hipertrigliceridèmia primària"). Hi ha una predisposició hereditària a la hipertrigliceridèmia tant primària com secundària.

Triglicèrids, que causen hipertrigliceridèmia a nivell alt

La pancreatitis aguda pot ocórrer en persones amb nivells de triglicèrids per sobre de 1000 mg/dL (11,3 mmol/L). La hipertrigliceridèmia s'associa amb un 1-4% de tots els casos de pancreatitis. Els símptomes són similars a la pancreatitis secundària a altres causes, tot i que la presència de xantomes o factors de risc per a la hipertrigliceridèmia pot oferir pistes.

## Causes
- Idiopàtica (constitucional)
- Obesitat
- Dieta rica en hidrats de carboni[5][6]
- Diabetis mellitus i resistència a la insulina - és un dels components definits de la síndrome metabòlica (juntament amb l'obesitat central, hipertensió arterial i hiperglucèmia)
- Ingesta excessiva d'alcohol
- Síndrome nefròtica
- Predisposició genètica
- Certs medicaments (per exemple, la isotretinoïna)
- Hipotiroïdisme (tiroide poc activa)